# Костянтин Ульянов
Ульянов Костянти́н Ігорович (4 жовтня 1985, Київ) — тренер з ножового і паличного бою, прикладного фехтування і психологічної підготовки. Засновник школи ножового і палочного бою Fratria Fortis. Автор курсу психологічної підготовки і профілактики бойового стресу «Броньований розум» . Віце-президент Федерації Військово-Спортивного Хортингу України зі спортивної роботи, глава розділу «Ножовий бій»  . Автор бойового ножа «Жнець» .
Проводив стрес підготовку за курсом для військовослужбовців ЗСУ, особового складу спеціальних батальйонів МВС і управління генерального штабу СІМІС. Нагороджений подячною грамотою від заступника міністра оборони за навчання офіцерів Збройних Сил України.
Має дві вищі освіти - психолого-педагогічну і фізкультурну. Автор методик з підготовки в сфері особистої безпеки та прикладного використання засобів самооборони . 

## Ножовий бій
Стаж занять ножовим боєм і прикладним фехтуванням з 2007 року, стаж викладання з 2010 року .
Переможець кубка Києва з ножового бою. Переможець першості Харкова з ножового бою «Кубок Blade Brothers». Срібний призер турніру «Прилуцький герц». Переможець всеукраїнського турніру «Пам'яті Романа Воловника». Переможець турніру «Перунів Полк 2012». Срібний призер турніру "Сіверські вікінги 2016". Переможець турніру "Сіверські Вікінги 2017" .
Підготував близько двох десятків переможців і призерів відкритих турнірів з ножового і паличного бою.

## Програма "Броньований розум"
"Броньований розум" - це перша в Україні програма комплексної підготовки психіки людини до бойового стресу. Мета курсу – підготувати психіку людини до навантажень гострого та хронічного бойового стресу, запобігти психотравмуванню під час бойових дій та надати практичні навички контролю над стресом в критичній ситуації загрози життю. 
Базовий курс програми «Броньований розум» складається з двох частин – практичної та теоретичної:
Практична частина складається з чотирьох занять і являє собою жорсткий тренінг, впродовж якого досвідчені інструктори через фізичне навантаження, психологічний тиск та високу динаміку заняття вводять курсантів у підконтрольний стресовий стан. Курсант на власному досвіді пізнає свої особисті типи реакції на стрес, виявляє слабкі місця, вчиться контролювати стресорні прояви та адаптується до ворожого середовища.
Теоретична частина – це ряд лекцій, присвячених фізіології стресу, його психологічним механізмам, закономірностям нервових реакцій та впливу на поведінку. Розглядається ряд проблем, з якими може зіткнутись боєць та обставини, за яких вони виникають, які фактори впливають на стресостійкість, як підготувати себе до можливих наслідків (ПТСР).
Головною особливістю курсу є науковий підхід до обох його частин, що базується на знаннях психофізіології людини, адже співавторами курсу є як учасники бойових дій, так і фахівці з психології, фізичного виховання, педагогіки та соціальної реабілітації, інструктори з багаторічним досвідом. На даний момент пройшли курс більше тисячі військовослужбовців ЗСУ, батальйонів спецпризначення МВС, польових медиків та волонтерів, котрі працюють в зоні АТО.